# Ptochophyle albidisca
Ptochophyle albidisca är en fjärilsart som beskrevs av W. Warren 1907. Ptochophyle albidisca ingår i släktet Ptochophyle och familjen mätare. Inga underarter finns listade.